# Músculo aductor corto
El músculo aductor corto, aductor corto del muslo, adductor brevis o segundo aductor (también designado en diversas fuentes como aductor menor, aunque la Terminología Anatómica reserva este nombre para un músculo diferente) es un músculo fuerte situado detrás del pectíneo y del aductor mayor del muslo. Tiene forma algo triangular y parte del borde superior e inferior del pubis, justo entre el grácil y el obturador externo.

## Trayecto
Las fibras del aductor corto del muslo pasan hacia atrás, abajo y hacia afuera hasta su inserción sobre una aponeurosis y la porción superior de la línea áspera del trocánter menor del fémur, por detrás del pectíneo y la porción superior del aductor largo del muslo.
En el borde superior del músculo aductor corto, el nervio obturador se divide en dos ramas (anterior y posterior). La rama anterior discurre por la cara anterior del músculo aductor corto, mientras la rama posterior del nervio obturador discurre por la cara posterior del músculo.

## Origen e inserción
El músculo aductor corto se origina en el cuerpo del pubis en su cara anterior, inferiormente al músculo aductor largo, y la rama inferior del pubis.
Se divide en 2 fascículos, uno casi transversal y otro oblicuo con mayor poder aductor. Se inserta en el labio medial del tercio proximal de la línea áspera del fémur. En su inserción forma una arcada tendinosa que permite el paso de una arteria perforante, rama de la arteria femoral profunda.

## Acciones
La contracción del aductor corto del muslo produce la flexión y aducción de la cadera o articulación coxofemoral, es decir, aproxima el miembro inferior hacia la línea media del cuerpo. Tanto el aductor mayor como el aductor mediano del muslo son agonistas en las funciones del aductor corto. Los músculos glúteo mayor y glúteo medio son antagonistas de las funciones del aductor corto del muslo.
Además colabora en la flexión y rotación lateral del muslo.

## Irrigación e inervación
El aductor corto del muslo es inervado por el nervio obturador (ramo profundo) proveniente de las ramas L2 - L4 lumbares que lega a este tras atravesar el obturador externo y queda pegado a su cara superficial (recubierto por el aductor largo y el pectíneo). El aductor corto es irrigado por ramas de la arteria femoral profunda.